# Institut für europäische Partnerschaften und internationale Zusammenarbeit
Das Institut für europäische Partnerschaften und internationale Zusammenarbeit (IPZ) berät Kommunen, Partnerschaftskomitees, Jugendorganisationen und Bildungseinrichtungen in Praxisfragen der internationalen Partnerschaftsangelegenheiten und Europaarbeit.

## Gründung
Das IPZ wurde 1982 als „Arbeitsgemeinschaft Internationale Partnerschaft“ gegründet. 1990 wurde es in „Institut für europäische Partnerschaften und internationale Zusammenarbeit“ umbenannt und unter VR 1637 in das Vereinsregister beim Amtsgericht Siegburg eingetragen.

## Zweck
Zweck des Vereins ist die Förderung des europäischen Gedankens, der internationalen Gesinnung, der Toleranz auf allen Gebieten der Kultur und der Völkerverständigung durch Partnerschaften zwischen Gebietskörperschaften, Regionen und Organisationen sowie internationaler Kontakte und partnerschaftlicher Zusammenarbeit aller Art. Der Verein ist parteipolitisch und konfessionell ungebunden.

## Aktivitäten
Das IPZ berät Partnerschaftkomitees und -vereine, Kommunen, Schulen, Jugendorganisationen und Bildungseinrichtungen in allen Fragen der internationalen Zusammenarbeit mit Schwerpunkt Europa. Jährlich führt zahlreiche Informationsseminare, Europaforen, Jugendworkshops, internationale Konferenzen und Arbeitstagungen durch.
Das Institut hat bisher – meist im Eigenverlag – zahlreiche Publikationen zu praktischen Fragen der Partnerschaftsarbeit veröffentlicht. In dem Newsletter „IPZ aktuell“ erscheinen seit Jahren News, Umfrageergebnisse und Veröffentlichungen.

## Mitglieder
Der Verein hat 388 Mitglieder.

## Partner
Das Institut ist Mitglied des Netzwerks Europäische Bewegung Deutschland (Netzwerk EBD). Auftraggeber und Förderer der Arbeit sind Bundesministerien, das Presse- und Informationsamt der Bundesregierung, die Europäische Kommission, Ministerien der Bundesländer, das Deutsch-Französische Jugendwerk, das Deutsch-Polnische Jugendwerk und diverse Stiftungen.

## Vorstand und Kuratorium
Vorsitzender: Sascha Solbach (Bedburg), Stellvertretende Vorsitzende: Marijke Mulder (Köln), Schatzmeister: Friedrich Löhr (Kerpen) Beisitzer: Ricarda Kerl (Ingelheim), Isabel Kurz (Wetzlar), Sarina Pfründer (Sulzfeld, BW).
Geschäftsführerin und Mitglied des Vorstands Anna Noddeland (Hürth)
Kuratorium: Stefan Engstfeld, MdL / Werner Jostmeier, MdL / Dr. Georg Kippels, MdB / Arndt Kohn, MdEP, Doris Pack, MdEP a. D. / Prof. Günter Verheugen / Sabine Verheyen, MdEP / Axel Voss, MdEP / Dr. Ingo Wolf, MdL.